# Aster panduratus
Aster panduratus là một loài thực vật có hoa trong họ Cúc. Loài này được Nees ex Walp. mô tả khoa học đầu tiên năm 1843.